# ليستر سيتي
نادي ليستر سيتي لكرة القدم (بالإنجليزية: Leicester City Football Club) هو نادي كرة قدم إنجليزي، تأسس في عام 1884 تحت مسمى ليستر فوس ثم اعتمد اسم ليستر سيتي في عام 1919، مقره مدينة ليستر على ملعب كينغ باور يلعب في الدوري الإنجليزي الممتاز ابتداء من موسم 2024–25.
اعتبر ملعب فيلبرت ستريت مقر نادي ليستر سيتي لكرة القدم لمدة 111 عامًا من عام 1891 حتى 2002، قبل أن يتم الانتقال إلى ملعب ووكرز في عام 2002، والذي تم إعادة تسميته ليصبح ملعب كينغ باور بعد تغيير الملكية في عام 2011. تم انتخاب ليستر سيتي لكرة القدم عام 1894، قبل تحقيق بطولة الدوري الأنجليزي كسادس فريق يتوج باللقب في النسخة الجديدة، كان أفضل مركز حققه نادي ليستر سيتي هو وصيف بطل الدوري الإنجليزي عام 1928–29، وذلك خلف فريق شيفيلد وينزداي بفارق نقطة واحدة فقط، وبعيدا عن الدرجة الممتازة، حقق بطولة الدوري الإنجليزي الدرجة الأولى مرة واحدة، وتوج كأكثر الفريق حصداً لدوري الدرجة الثانية الإنجليزي (6 مرات عبر تاريخه).
في نهاية موسم 2013–14 فاز بالبطولة الإنجليزية ليعود بعد غياب 12 موسم إلى الدوري الممتاز ويحتل المركز الرابع عشر في موسم 2014–15، ولكن الفريق بقيادة كلاوديو رانييري اعتبر الحصان الأسود في سباق البريمرليغ 2015–16، حيث استطاع الفوز باللقب الأول في تاريخه قبل جولتين من نهاية الموسم. وأول بطولة دوري للمدرب الإيطالي رانييري خلال مسيرته التدريبه مع الفريق.
حقق ليستر سيتي كأس الرابطة الإنجليزية ثلاثة مرات، ووصل لنهائي كأس الاتحاد الإنجليزي أربع مرات، حيث خسرها جميعها أخرها عام 1969، مما جعله أكثر فريق وصول لنهائي كأس الاتحاد الإنجليزي دون تحقيق اللقب. ويعتبر موسم 2008-2009 الأسوأ في تاريخ ليستر سيتي، لأنه الموسم الوحيد في تاريخه الذي لعبه خارج مصاف الدرجتين الأعلى في إنجلترا، لكنه عاد سريعاً وتعافى، ليلعب من جديد في الأدوار التي اعتادها. أما بالنسبة للمشاركات الأوروبية، فقد ظهر ليستر سيتي في أوروبا 3 مرات، لكنه خرج في كل المناسبات من الدور الأول، وكانت مشاركاته في كأس أوروبا لأبطال الكأس (1961-1962) وبطولة الدوري الأوروبي موسمي (1997-1998 و2000-2001)، علماً أنه خرج في المشاركتين الأولى والثانية أمام أتلتيكو مدريد، في حين أطاح النجم الأحمر اليوغسلافي بليستر سيتي في مشاركته الثالثة.
يشتهر ليستر سيتي بلقب الثعالب ويعود سبب وضع الثعالب على شعار ليستر سيتي، أن المنطقة التي ينتمي لها مشهورة بصيد الثعالب وكثرة هذا الحيوان فيها.

## التأسيس
تشكيل النادي عام 1884 من قبل مجموعة من فتيان مدرسة ويجستون أعضاء كنيسة عمانوئيل وانضم النادي إلى الاتحاد الإنجليزي لكرة القدم عام 1890 باسم «ليستر فوس»، قبل الانتقال إلى فيلبرت ستريت عام 1891، لعب النادي في خمسة أراضي مختلفة، بما فيها فيكتوريا بارك. انضم إلى النادي أيضا في دوري ميدلاند لكرة القدم عام 1891، بعد انتخابه عام 1894 للعب في الدرجة الثانية من دوري كرة القدم، حصول على المركز الثاني، أول مباراة هزم في ليستر ضد غريمسبي تاون، أول فوز له كان ضد روتردام يونايتد في فيلبرت ستريت.
شهد الموسم نفسه أيضا أكبر فوز للنادي حتى الآن، انتصاره 13-0 على نوتس أولمبيك في تصفيات كأس الاتحاد الأنجليزي. أنهى النادي الموسم 1907-1908 وصيف الدرجة الثانية، وانتقال إلى دوري الدرجة الأولى، وهو أعلى مستوى كرة القدم في ذلك الوقت قبل أنشئ الدوري الإنجليزي الممتاز، هبط النادي بعد موسم واحد باحتلاله المركز الأخير في ترتيب الدوري بحصوله على 25 نقطة، تضمنت أكبر هزيمة له في تاريخه خسارة 12-0 ضد فريق نوتينغهام فورست

### بعد الحرب العالمية الثانية
وصل نادي ليستر سيتي لنهائي كأس الاتحاد الإنجليزي للمرة الأولى في تاريخه في 30 أبريل 1949، غير أنه خسرها بنتيجة 3-1 من أمام نادي وولفرهامبتون واندررز، ومع ذلك، فإن النادي احتفل بعد أسبوع عندما ضمن تعادله في اليوم الأخير من الموسم وبقاءه في الدرجة الثانية، تم تتويج نادي ليستر سيتي بطولة الدرجة الثانية في عام 1954 بعد تساويه بالنقاط مع نادي إيفرتون واللجوء للمعدل التهديفي الذي رجع كفت ليستر سيتي بفضل آرثر رولي، أحد مهاجمي النادي الأكثر تهديفاً، على الرغم من هبوط الفريق من الدرجة الأولى في الموسم 1954-1955 باحتلاله المركز ما قبل الأخير بحصوله على 35 نقطة، تمكن الفريق بعد موسمين تحت قيادة المدرب الأسكتلندي ديف هاليداي من العودة لدوري الدرجة الأولى في عام 1957، سجل آرثر رولي رقما قياسيا للنادي بتحقيقه 44 هدفا في موسم واحد، ليستر بقي في الدرجة الأولى حتى عام 1969، كأطول فترة بقي فيها النادي في دوري الدرجة الأولى. وصل ليستر سيتي تحت إدارة مات جيليس ومساعده بيرت جونسون لنهائي كأس الاتحاد الإنجليزي في مناسبتين لكنه خسره عامي 1961 و1963.

### بطل الدوري الممتاز 2015–16
في 30 يونيو عام 2015، أقيل مدرب الفريق نايجل بيرسون من منصبه بسبب عدد من الخلافات الداخلية رغم نجاحه في إنقاذ الفريق من الهبوط بعد تحقيق سلسلة من الانتصارات في المراحل الأخيرة من موسم 2014–15، حيث أشار النادي إلى أن «علاقة العمل بين نايجل ومجلس الإدارة لم تعد قابلة للحياة». كان آخرها قضية جيمس بيرسون نجل نايجل بيرسون مدرب الفريق أحد ثلاثة لاعبين قرر النادي طردهم بعد تورطهم في واقعة تحرش جنسي وعنصرية ضد ثلاث سيدات خلال رحلة الفريق إلى تايلاند، يذكر أن بيرسون قاد ليستر سيتي إلى الدوري الممتاز بعد التتويج معه بطل لدوري البطولة الإنجليزية 2013-14.
في 13 يوليو عام 2015، أعلن نادي ليستر سيتي المدرب الأيطالي كلاوديو رانييري مديرا جديداً بعقد مدته ثلاث سنوات، حيث أعرب عن سعادته بالعودة إلى الدوري الأنجليزي الأقوى في العالم مرة أخرى، تحت قياداته إحراز النادي بداية استثنائية لهذا الموسم، حيث سجل المهاجم جيمي فاردي 13 هدفا خلال 11 مباراة متتالية من أغسطس إلى نوفمبر، محطماً رقم رود فان نيستلروي القياسي في الدوري الممتاز بتسجيله في 10 مباراة متتالية.
بدأ ليستر سيتي الموسم على النهج التصاعدي الذي أنهى به الموسم السابق بفوزه في أول مباراة له بأربعة أهداف لهدفين على سندرلاند، وصعد إلى المركز الأول وبقي في الصدراة أسبوعين، قبل أن يتعادل في مباريتن متتاليتين أمام توتنهام وبورنموث، جعله ينزل إلى المركز الثالث وكان يتوقع أن يواصل ليستر سيتي هبوطه في ترتيب الدوري، ولكن ذلك لم يحدث ولم يهبط إلى مركز أدنى من السادس، عاش فترة صعبة مرة واحدة خلال الموسم عندما حقق فوزاً واحداً في خمس مباريات في مطلع العام 2016، قبل أن يتصدر الدوري مجددا في 11 يناير 2016 بعد فوزه على توتنهام بهدف لصفر، ولم يتنازل عن العرش بعدها، تمكن الفريق من تحقيق الدوري الإنجليزي الممتاز يوم 2 مايو 2016، بعد فشل توتنهام في تحقيق الفوز أمام تشيلسي وفقدانه فرصة المنافسة على اللقب، قبل جولتين من نهاية الموسم، لم يخسر خلال 37 مباراة سوى 3 مباريات، فيما يعد هذا الإنجاز هو الأقرب لإنجاز نادي نوتينغهام فورست الذي توج في بطولة الدورى الإنجليزى عام 1978، فارق النقاط بين ليستر سيتي وبين ثاني أقرب منافس أقل من الفارق الذي حققته الفرق الخمسة الفائزة بالدوري الإنجليزي قبله.

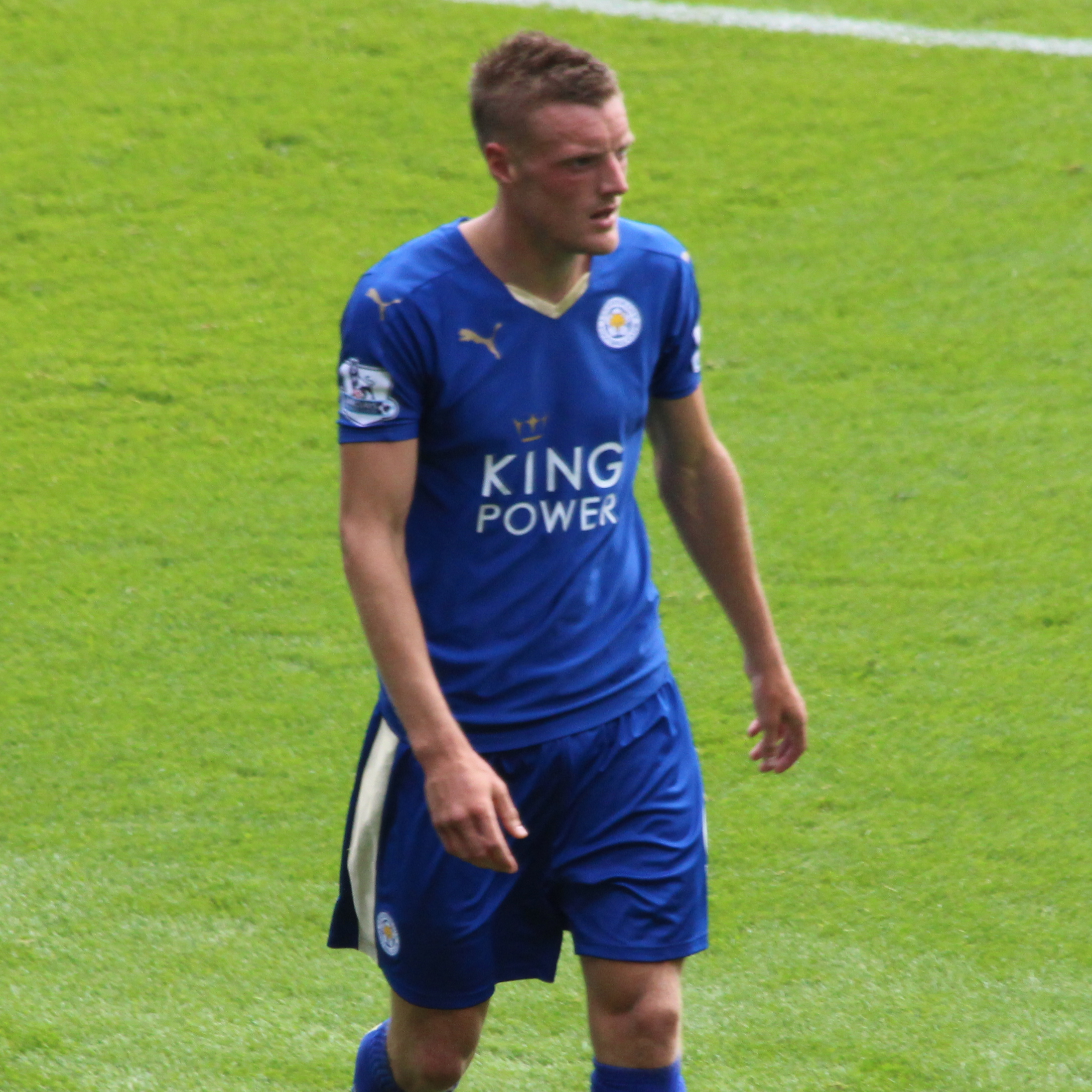
حطم جايمي فاردي الرقم القياسي في الدوري الممتاز بالتسجيل في المباريات متتالية، بإحرازه 13 هدفا في 11 مباراة لنادي ليستر سيتي عام 2015.

يرجع تتويج ليستر بالدوري باللقب أساساً إلى جهود هداف الفريق جايمي فاردي الذي اختير كأفضل لاعب بحسب جمعية الصحافيين، وصانع العاب رياض محرز الحاصل على جائزة أفضل لاعب في الدوري الإنكليزي الممتاز 2016، الذين شكلا ثنائياً ذهبياً، وكانا وراء أغلب أهداف الفريق، كما يرجع الفضل إلى المدرب كلاوديو رانييري، الذي كان يعاب عليه تغيير تشكيلته باستمرار، عندما كان يشرف على فريق تشيلسي، ولكنه في فريق ليستر حافظ على تشكيلة أساسية واحدة طوال الموسم، وقلما أجرى تعديلات عليها. مرتكزاً على الصلابة الدفاعية والاعتماد على الهجمات المرتدة مستغلاً سرعة محرز وفادري.
في بداية الموسم، منحت مكاتب المراهنات نسبة واحد على 5 آلاف لليستر لكي يتوج باللقب وكان الأمر طبيعياً لأن ليستر نجا بأعجوبة من الهبوط إلى الدرجة الأولى نهاية الموسم الماضي. عبّر ريتشارد سكودامور رئيس رابطة الدوري الإنجليزي الممتاز لكرة القدم إن تتويج ليستر سيتي بلقب البطولة، بعد أن كان يصارع للبقاء في دوري الأضواء يتجاوز حدود الرياضة وقد لا يتكرر.
شهد ملعب كينغ باور الخاص بالنادي في 7 مايو 2016 اكتظ بأكثر من 33 ألف متفرج في أجواء احتفالية أشعلها دخول المدير الفني لفريق كلاوديو رانييري، رفقة مواطنه والمغني الأوبرالي أندريا بوتشلي مرتديا قميص «الثعالب» وغنى مقطوعة من الأغنية الشهيرة (نيسون دورما) أو «ليهجر الجميع النوم» وهي أغنية من الفصل الأخير في أوبرا بوتشيني «توراندو»، بالإضافة إلى أغنية «Time to Say Goodbye» أو «الوقت لنقول وداعا» بفوزه بلقب بطل الدوري الإنجليزي الممتاز لكرة القدم لأول مرة في تاريخه، وذلك قبل بدء مباراته أمام ضيفه إيفرتون في الجولة 37 للدوري وسط احتفالات عارمة لجماهير «الثعالب» التي اكتست باللونين الأزرق والأبيض في المدرجات.
في حين قرر رجل الأعمال التايلاندي، فيشاي سريفادانا برابا، مالك نادي ليستر سيتي الإنجليزي، تقديم سيارة مرسيدس من طراز «ب إلكتريك درايف» لكل لاعب ساهم في أحراز لقب الدوري.
بالإضافة إلى رحلة إلى لاس فيغاس مدفوعة بكافة التكاليف خلال الصيف المقبل، تنفيذا لوعد كان قطعه رجل الأعمال التايلاندي خلال شهر فبراير الماضي، عندما وعد لاعبيه وكامل الجهاز الفني لفريقه بهدية غير متوقعة في حال نجاح الفريق في الفوز ببطولة الدوري الإنجليزي لكرة القدم.

## المشاركة الأوروبية
| الموسم  | المنافسة                   | الجولة                    | النادي              | الذهاب | الإياب | مجموع                            |
| ------- | -------------------------- | ------------------------- | ------------------- | ------ | ------ | -------------------------------- |
| 1961–62 | كأس أبطال الكؤوس الأوروبية | الدور التمهيدي            | غلينافون            | 4–1    | 3–1    | 7–2                              |
| 1961–62 | كأس أبطال الكؤوس الأوروبية | الدور الأول               | أتلتيكو مدريد       | 1–1    | 0–2    | 1–3                              |
| 1997–98 | كأس الاتحاد الأوروبي       | الدور الأول               | أتلتيكو مدريد       | 1–2    | 0–2    | 1–4                              |
| 2000–01 | كأس الاتحاد الأوروبي       | الدور الأول               | النجم الأحمر بلغراد | 1–1    | 1–3    | 2–4                              |
| 2016–17 | دوري أبطال أوروبا          | دور المجموعات             | بورتو               | 1–0    | 0–5    | المركز الأول في المجموعة السابعة |
| 2016–17 | دوري أبطال أوروبا          | دور المجموعات             | كلوب بروج           | 2–1    | 3–0    | المركز الأول في المجموعة السابعة |
| 2016–17 | دوري أبطال أوروبا          | دور المجموعات             | كوبنهاغن            | 1–0    | 0–0    | المركز الأول في المجموعة السابعة |
| 2016–17 | دوري أبطال أوروبا          | دوري أبطال أوروبا 2016–17 | نادي إشبيلية        | 2–0    | 1–2    | 3–2                              |
| 2016–17 | دوري أبطال أوروبا          | دوري أبطال أوروبا 2016–17 | أتلتيكو مدريد       | 1–1    | 0–1    | 1–2                              |

## لاعبو الفريق

### تشكيلة الفريق

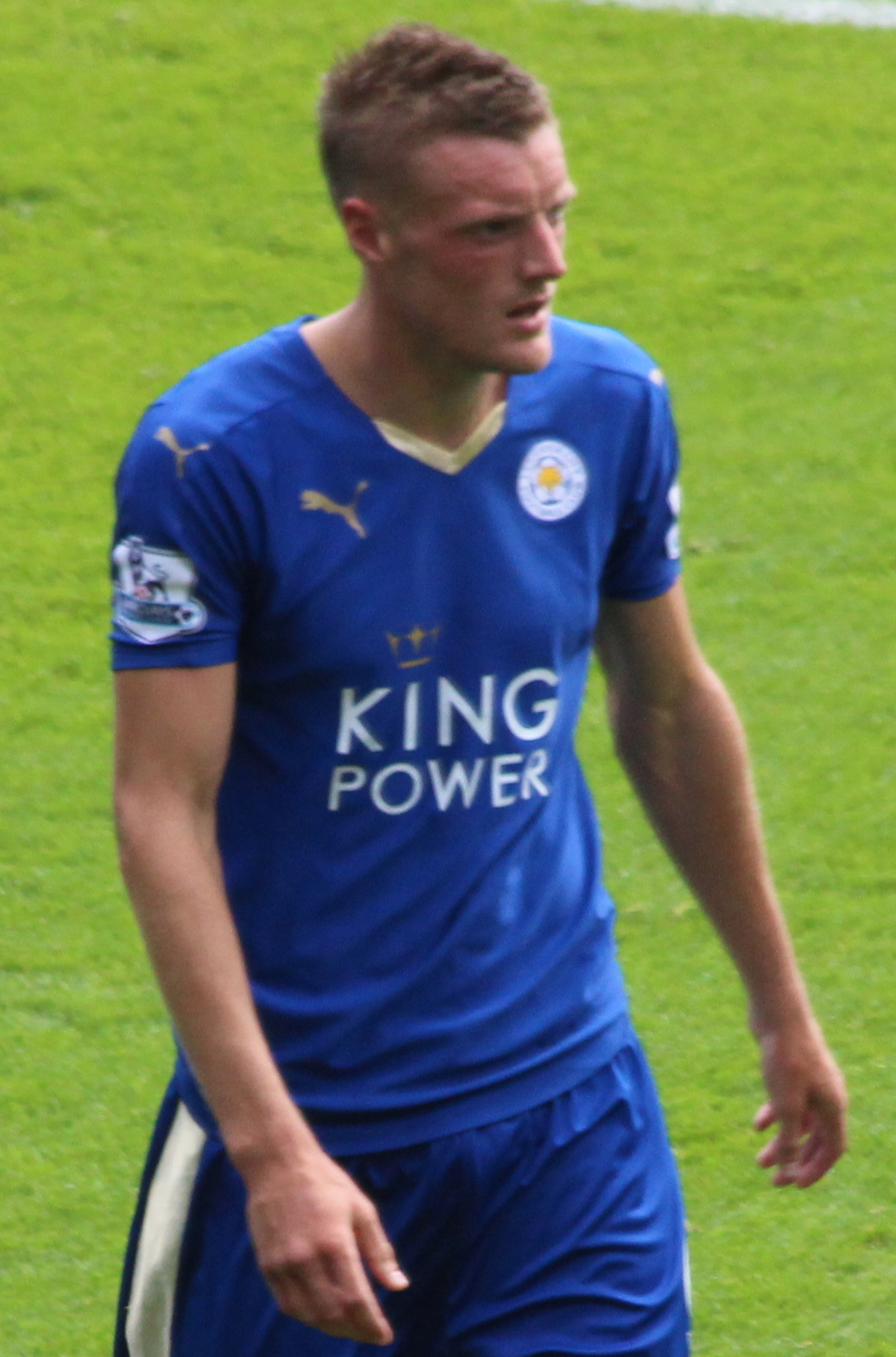
جيمي فاردي قائد الفريق، ونجم الفريق.

آخر تحديث في 30 أغسطس 2024
ملاحظة: تشير الأعلام إلى المنتخب الوطني على النحو المحدد في قواعد الأهلية للفيفا. قد يحمل اللاعبون أكثر من جنسية واحدة غير تابعة للفيفا.
| الرقم | البلد    | المركز | اللاعب              |
| ----- | -------- | ------ | ------------------- |
| 1     | ويلز     | حارس   | داني وارد           |
| 2     | إنجلترا  | مدافع  | جيمس جستين          |
| 3     | بلجيكا   | مدافع  | ووت فاس             |
| 4     | إنجلترا  | مدافع  | كونور كودي          |
| 5     | إيطاليا  | مدافع  | كاليب أوكولي        |
| 6     | نيجيريا  | وسط    | ويلفريد نديدي       |
| 7     | غانا     | مهاجم  | عبدول فاتاو إيسهاكو |
| 8     | إنجلترا  | وسط    | هاري وينكس          |
| 9     | إنجلترا  | مهاجم  | جيمي فاردي          |
| 10    | إنجلترا  | مهاجم  | ستيفي مافيديدي      |
| 11    | المغرب   | وسط    | بلال الخنوس         |
| 14    | جامايكا  | مهاجم  | بوبي ديكوردوفا-ريد  |
| 16    | الدنمارك | مدافع  | فيكتور كريستيانسن   |
| 17    | بنغلاديش | وسط    | حمزة تشودهاري       |
| 18    | غانا     | مهاجم  | جوردان آيو          |

| الرقم | البلد           | المركز | اللاعب           |
| ----- | --------------- | ------ | ---------------- |
| 20    | زامبيا          | مهاجم  | باتسون داكا      |
| 21    | البرتغال        | مدافع  | ريكاردو بيريرا   |
| 22    | إنجلترا         | وسط    | أوليفر سكيب      |
| 23    | الدنمارك        | مدافع  | يانيك فيسترغارد  |
| 24    | فرنسا           | وسط    | بوباكاري سوماري  |
| 29    | فرنسا           | مهاجم  | أودسون إدوارد    |
| 30    | الدنمارك        | حارس   | مادس هيرمانسن    |
| 31    | الدنمارك        | حارس   | دانيال إيفرسن    |
| 33    | إنجلترا         | مدافع  | لوك توماس        |
| 34    | إنجلترا         | مهاجم  | مايكول كولدينك   |
| 35    | جمهورية أيرلندا | مهاجم  | كيسي ماكاتير     |
| 37    | إنجلترا         | مهاجم  | ويل ألفيس        |
| 40    | الأرجنتين       | مهاجم  | فاكوندو بونانوتي |
| 41    | بولندا          | حارس   | ياكوب ستولارتشيك |

### اللاعبون المُعارون
- تنتهي إعارة جميع اللاعبين في 30 يونيو 2023.[23]

ملاحظة: تشير الأعلام إلى المنتخب الوطني على النحو المحدد في قواعد الأهلية للفيفا. قد يحمل اللاعبون أكثر من جنسية واحدة غير تابعة للفيفا.
| الرقم | البلد | المركز | اللاعب |
| ----- | ----- | ------ | ------ |

## الإنجازات
- الدوري الإنجليزي الممتاز
  - البطل (1): 2015–16
  - الوصيف (1): 1922
- كأس إنجلترا
  - البطل (1): 2020–21
  - الوصيف (4): 1949، 1961، 1963، 1969
- كأس رابطة الأندية الإنجليزية المحترفة
  - البطل (3): 1964، 1997، 2000
  - الوصيف (2): 1965، 1999
- درع المجتمع الإنجليزي
  - البطل (2): 1971، 2021
  - الوصيف (1): 2016

## المدربين
| التاريخ   | الأسم                       | ملاحظات |
| --------- | --------------------------- | --- |
| 1932–1934 | بيتر هوج                    | |
| 1934–1936 | آرثر لوكهيد                 | |
| 1936–1939 | فرانك وماك                  | بطولة دوري الدرجة الثانية الإنجليزي 1936–37                                                                |
| 1939–1945 | توم براملو                  | |
| 1945–1946 | توم ماذر                    | |
| 1946–1949 | جوني دانكن                  | وصيف كأس الاتحاد الإنجليزي لكرة القدم 1949                                                                 |
| 1949–1955 | نورمان بولوك                | بطل دوري الدرجة الثانية الإنجليزي 1953–54                                                                  |
| 1955–1958 | ديف هاليداي                 | بطل دوري الدرجة الثانية الإنجليزي 1956–57                                                                  |
| 1958–1968 | مات جيليز                   | وصيف كأس الاتحاد الإنجليزي 1961 و1963 بطل كأس رابطة الأندية الإنجليزية المحترفة بطل 1964 ووصيف 1965.       |
| 1968–1971 | فرانك أوفاريل               | وصيف كأس الاتحاد الإنجليزي 1969. بطل دوري الدرجة الثانية الإنجليزي 1970–1971                               |
| 1971–1977 | جيمي بلومفيلد               | |
| 1977–1978 | فرانك ماكلينتوك             | |
| 1978–1982 | جوك والاس، الابن            | دوري الدرجة الثانية الإنجليزي 1979–80                                                                      |
| 1982–1986 | غوردون ميلن                 | ترقى إلى دوري الدرجة الأولى الإنجليزي 1982–83                                                              |
| 1986–1987 | غوردون ميلن و براين هاملتون | |
| 1987      | براين هاملتون               | |
| 1987–1991 | ديفيد بليت                  | |
| 1991–1994 | برايان ليتل                 | ترقى إلى الدوري الإنجليزي الممتاز 1993–94                                                                  |
| 1994–1995 | مارك ماكغي                  | |
| 1995–2000 | مارتن أونيل                 | ترقى إلى الدوري الإنجليزي الممتاز 1995–96. فاز بكأس رابطة الأندية الإنجليزية المحترفة 1997 و2000 وصيف 1999 |
| 2000–2001 | بيتر تايلور                 | |
| 2001–2002 | ديف باسيت                   | |
| 2002–2004 | ميكي آدمز                   | وصيف دوري الدرجة الأولى الإنجليزي 2002–03                                                                  |
| 2004–2006 | كريغ ليفين                  | |
| 2006–2007 | روب كيلي                    | |
| 2007      | مارتن ألين                  | |
| 2007      | غاري ميغسون                 | |
| 2007–2008 | إيان هولواي                 | |
| 2008–2010 | نايجل بيرسون                | بطل الدوري الإنجليزي الدرجة الأولى 2008–09.                                                                |
| 2010      | باولو سوزا                  | |
| 2010–2011 | سفين غوران إريكسون          | |
| 2011–2015 | نايجل بيرسون                | بطل دوري البطولة الإنجليزية 2013–14.                                                                       |
| 2015–2017 | كلاوديو رانييري             | بطولة الدوري الإنجليزي الممتاز 2015-16                                                                     |
| 2017      | كريغ شكسبير                 | |
| 2017–2019 | كلود بويل                   | |
| 2019      | مايك ستويل                  | |
| 2019–     | بريندان رودجرز              | |

## وصلات خارجية
- ليستر سيتي على موقع ديسكوغز (الإنجليزية)